# Kaplica na Polanie Chochołowskiej
Kaplica na Polanie Chochołowskiej – drewniana kaplica znajdująca się pod lasem, na górnym skraju Polany Chochołowskiej w Dolinie Chochołowskiej w Tatrach Zachodnich. Wybudowana jest w góralskim stylu z niemalowanych desek, kryta czarnymi, drewnianymi gontami. Jej kopuła zwieńczona jest krzyżem z surowego, nieheblowanego drzewa.
Kaplicę wybudowano w 1958 r. dla górali, którzy wówczas na Polanie Chochołowskiej wypasali owce. Przy kaplicy kręcono scenę ujęcia Janosika. Kaplicy nadano imię św. Jana Chrzciciela. Obok kaplicy jest krzyż. Postawiono go w 2003 r. na pamiątkę pobytu Jana Pawła II na Polanie Chochołowskiej w 1983 r. Karol Wojtyła bywał tutaj wcześniej wielokrotnie. Obok kaplicy ustawiono ławki.
W sezonie turystycznym od 24 czerwca do końca września odbywają się w niej msze święte o godzinie 13. Obok kaplicy niewielka zadaszona wiata i drewniany krzyż. W 1996 r. została utwardzona droga prowadząca do kaplicy.